# Décès de Jeanette Bishop et Gabriella Guerin
| - Jeanette Bishop - Gabriella Guerin |

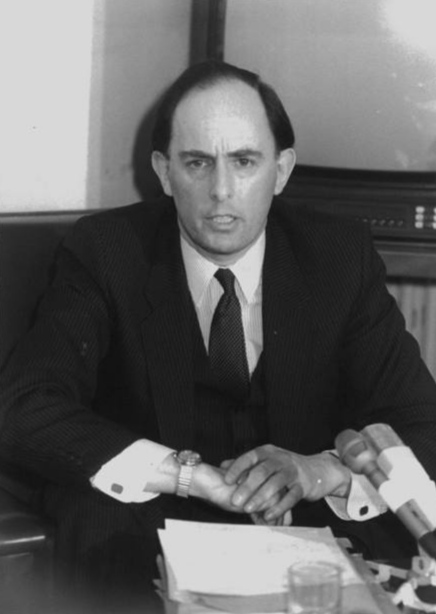
Stephen Charles May

La mort de Jeanette Bishop et de Gabriella Guerin s'est produite entre le 29 novembre 1980, lorsque les deux femmes ont été vues pour la dernière fois dans la ville italienne de Sarnano, et le 27 janvier 1982, lorsque leurs restes ont été retrouvés près Lac de Fiastra dans les Monts Sibyllins . On ne sait pas comment Bishop et Guerin ont trouvé la mort, ce qu'elles faisaient entre leur disparition et la date probable de leur mort, ni même pourquoi elles se sont aventurés dans les montagnes par temps neigeux. Les décès ont d'abord été attribués à l'hypothermie, puis, le procureur concluant en septembre 1989 à un double homicide commis par des inconnus, par des moyens inconnus. Les investigations se sont étendues à d'autres pays, principalement de l'Union européenne, mais aussi au Brésil et au Royaume-Uni, suspectant des liens avec des affaires de vols d'œuvres d'art, de cambriolages et de chantage.

## Arrière-plan

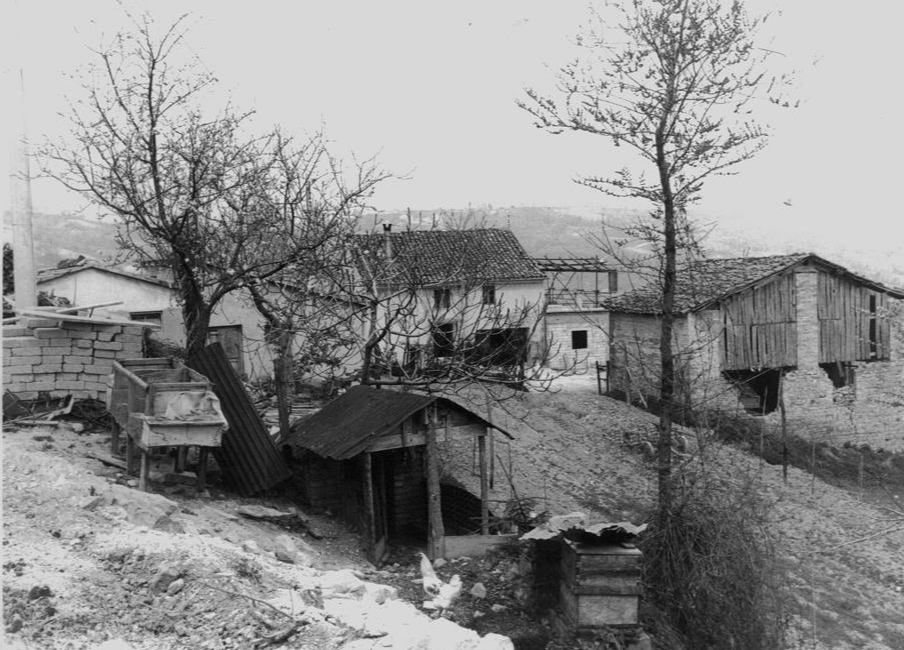
La frazione Schito, où Jeannette a acheté une maison.

Ellen Dorothy Jeanette Bishop, est un ancien mannequin de 40 ans, née à Londres. Au moment de sa disparition, elle est mariée à Stephen Charles May. Elle est surtout  connue sous le nom de famille Rothschild par son premier mariage avec le financier Evelyn de Rothschild. En novembre 1980, elle se trouve dans la région de Sarnano pour organiser la rénovation d'une maison achetée dans le hameau de Schito. Elle est accompagnée de son assistante et interprète, l'italienne Gabriella Guerin, âgée de 39 ans. Le 29 novembre, Bishop et Guerin prennent leur voiture, une Peugeot 104, en direction de Sassotetto, le hameau le plus élevé de la comune de Sarnano. (municipalité). Ce soir-là, les conditions météorologiques sont mauvaises, avec une tempête de neige qui dure jusqu'au lendemain .

## Enquêtes

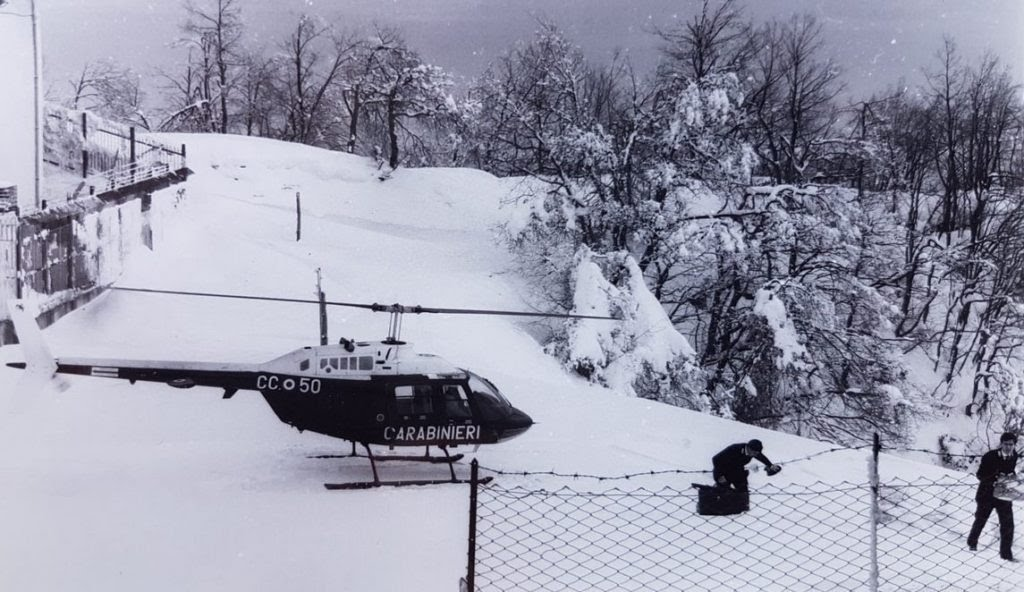
L'équipe d'hélicoptères des carabiniers le jour où ils ont retrouvé la voiture

### Recherche
Les deux femmes sont portées disparues. En décembre 1980 est entreprise une recherche par hélicoptère par  les  carabiniers d'Ancône. Environ trois semaines après leur disparition, les recherches aériennes permettent de localiser la voiture, garée  au bord de la route, près d’une maison inoccupée. Des empreintes de pas sont trouvées autour de la maison laissant  penser que Bishop et Guerin l'ont utilisée comme refuge. À l'intérieur se trouve de la vaisselle usagée et les restes d'un feu alimenté par des meubles en bois . La voiture en parfait état de marche  ne comporte aucun signe de violence.

### Restes localisés

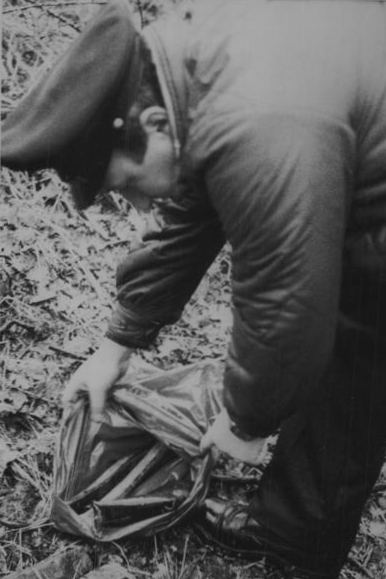
Un carabinier avec les restes de Jeannette et Gabriella

Le 14 janvier 1982, le mari de Bishop, Stephen May, offre une récompense de 208 000 dollars à quiconque retrouve Jeanette vivante. Le 18 janvier 1982, les carabiniers de Camerino, ne trouvant aucune trace des deux femmes, émettent l'hypothèse qu'elles sont mortes d'hypothermie. Deux semaines plus tard, le 27 janvier, deux chasseurs trouvent les effets personnels et les corps en grande partie décomposés des femmes disparues dans une forêt, entre le Lac de Fiastra et l'ermitage de San Liberato. Les os ont été endommagés par des sangliers et certains d'entre eux manquent. L'autopsie révèlé que Bishop et Guerin sont  mortes sur place.

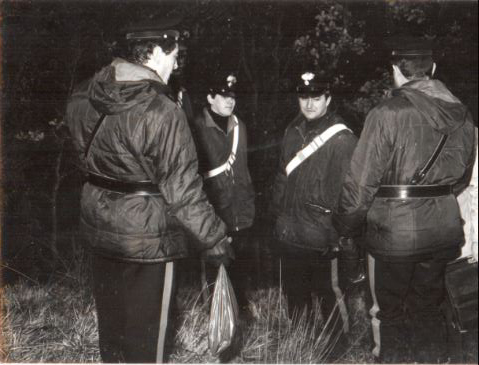
Les Carabiniers trouvent les restes de Bishop et Guerin

### Affaire de la maison de vente aux enchères Christie's
En décembre 1982, l'affaire est reprise par le procureur de  Macerata, Alessandro Iacoboni, qui enquête sur l'affaire pour homicide. Au même moment, Scotland Yard enquête sur la mort d'un antiquaire romain, Sergio Vaccari, tué de quinze coups de couteau le 17 septembre 1982 dans son appartement de Holland Park. Il est apparu que Bishop est l'un des contacts de l'homme ; Bishop et Vaccari pourraient avoir été liés à un vol dans la maison de vente aux enchères Christie's, sur la Piazza Navona, qui s'est produit le lendemain du jour où les deux femmes ont été vues pour la dernière fois. Des  télégrammes, certains incompréhensibles et apparemment codés, ont été trouvés en possession de Bishop ; ils contenaient des correspondances avec des télégrammes qui avaient été envoyés à Christie's, révélant des détails du vol.  Le 25 septembre 1989, Iacoboni conclut que l'affaire est imputable à un double homicide dont les auteurs et les moyens sont inconnus.

### Développements ultérieurs
En 2006, le professeur de diagnostic médico-légal moléculaire Franco Maria Venanzi, de l'Université de Camerino, a pu confirmer, grâce à un examen ADN, l'identité du corps de Gabriella Guerin.

## Conséquences
En l'absence de résolution officielle de l'affaire, des théories spéculatives sont avancées dans les médias. Aucune  n'a été confirmée ni a reçu de crédit de la part des autorités chargées de l’enquête.